# Beas
|  | Per a altres significats, vegeu «Riu Beas». |

Beas és un poble de la província de Huelva (Andalusia), que pertany a la comarca d'El Condado.

## Història
Els orígens d'aquesta població es remunten al Paleolític Mitjà, segons testimonien les restes arqueològiques que s'han descobert a El Arroyo San Benito, Arroyo Candón i en la zona del Vedat Candón. Es creu que durant l'edat de bronze hi va haver un assentament a la zona meridional. La trobada de múltiples soterraments a Matahijos en dona testimoniatge. S'hi han trobat aixovars consistents en elements ceràmics com bols, cassoles carenades i escassos elements lítics com són les destrals polides.
S'han trobat restes romanes, pertanyents a l'època antiga, en les proximitats de la font de San Benito, que hagueren de pertànyer a un emplaçament anomenat Vila Rusticae amb materials ceràmics del Baix Imperi. A la zona compresa entre Los Clarines i las Garbosas, s'han trobat carreus de pedra, tegulae, maons, etc., al Cruce de la Casa del Pilar, i s'ha constatat l'existència de sepultures romanes de poca importància i gairebé destruïdes en l'actualitat per l'acció de l'arada.
D'època Islàmica són els testimoniatges materials apareguts en algunes tombes de la zona pròxima a Matahijos situada a un quilòmetre i mig del sud del nucli urbà; formant part dels aixovars, hi apareixen ampolles, butllofes, bols, etc. La proximitat d'aquesta Necròpolis fa sospitar l'existència d'algun poblament àrab en l'actual emplaçament de Beas. Després de la Reconquesta Alfons X el Savi concedí furs i privilegis sobre l'antic Regne de Niebla, passant a ésser en 1283 domini de la infanta Beatriz i en 1333 de l'infant Ferran, fill d'Alfons XI de Castella A partir de la Guerra Civil que va enfrontar a Pere I el Cruel a Enric de Trastàmara, Beas i Trigueros ambdós llogarets de Niebla, van passar momentàniament a Alfonso Pérez de Guzmán, encara que a mitjan segle XV formaven una altra vegada part del Comtat de Niebla i aquesta vegada amb caràcter permanent.
L'estatus administratiu de Beas es mantindria invariable durant l'Edat Moderna. Amb el final de l'Antic Règim, Beas arriba al seu estatut actual de Municipi, amb una extensió de 146 quilòmetres quadrats, que segueix invariable; la població continua el creixement que ja havia iniciat durant el segle xvi.

## Enllaços externs

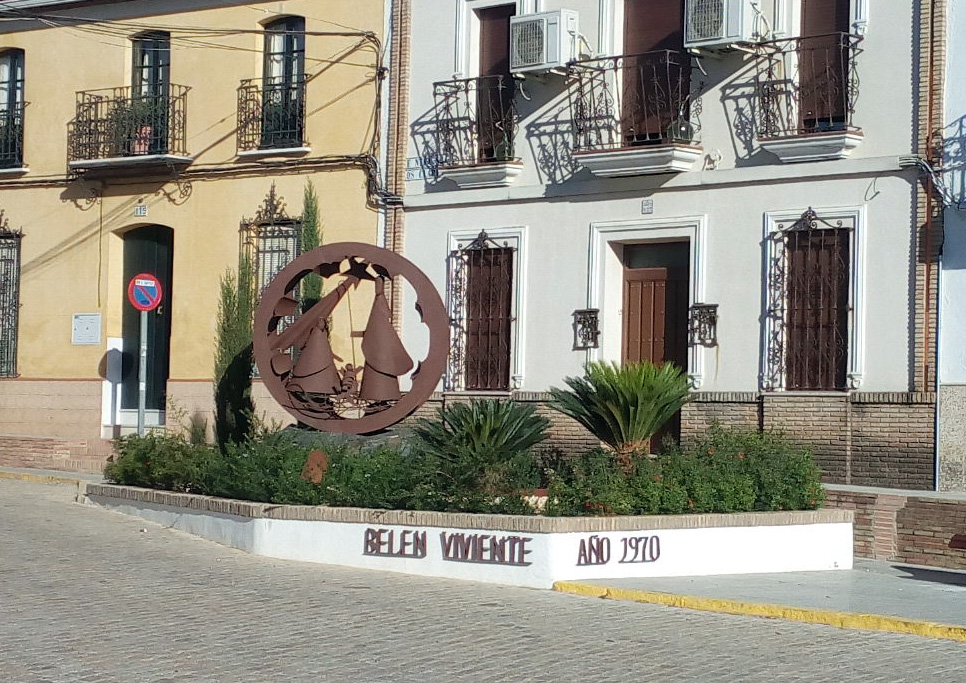
Monument a tradicional Pessebre Vivent de Beas de l'any 1970

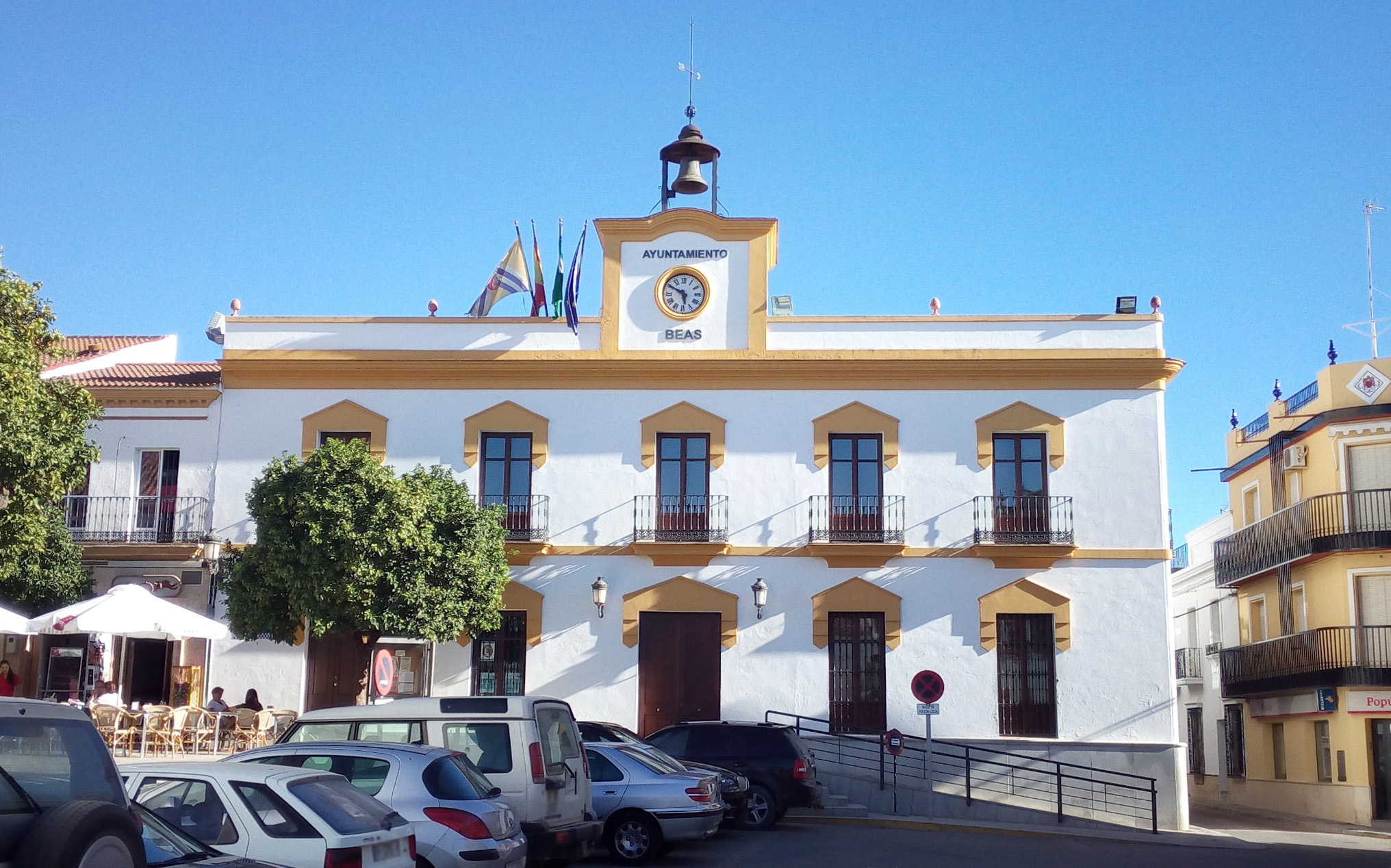
Ajuntament de Beas